# Sentences (Ménandre)
Pour les articles homonymes, voir Sentences.
Ne doit pas être confondu avec Sentences.

Les Sentences de Ménandre ou Sentences monostiches (Sententiae monostichae en latin et Γνῶμαι μονόστιχοι en grec) sont des recueils de maximes attribuées depuis l'Antiquité à l'auteur de comédies grec Ménandre qui vécut au IVe siècle av. J.-C..
Les Sentences, par leur brièveté et la variété de leur grammaire, furent durant la Renaissance et sont encore de nos jours un support privilégié pour l'apprentissage de la langue grecque.
Des traductions en français sont parues à partir de 2022,.